# 銚子ヶ峰
銚子ヶ峰（ちょうしがみね）は、岐阜県郡上市と高山市にまたがる、標高1,810 mの山。両白山地に属し、続ぎふ百山に選定されている。

## 概要

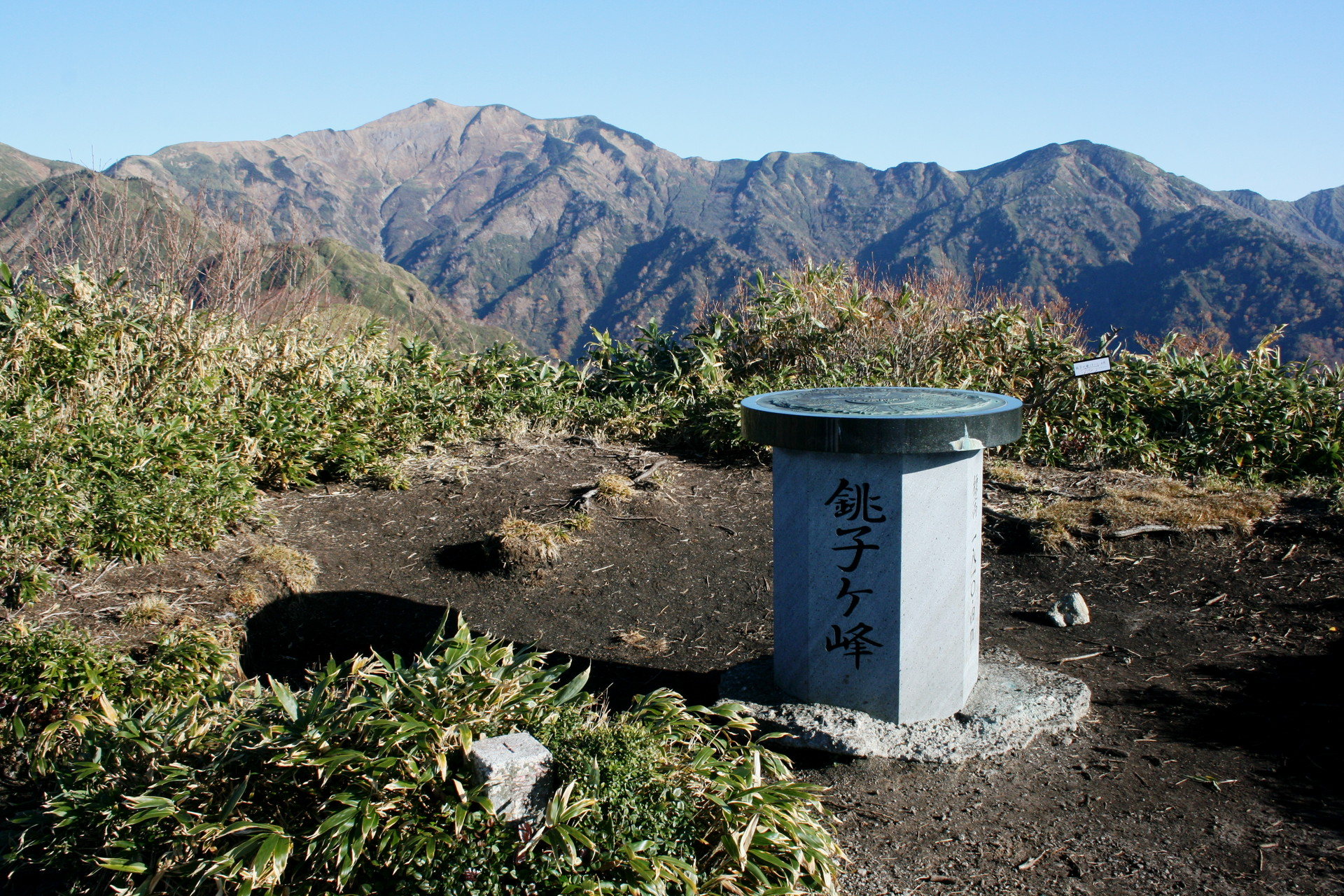
山頂の三等三角点と北側の展望

九頭竜川水系の石徹白川の源流部に位置し、山域は白山国立公園内にある。郡上市の最高峰であり、旧白鳥町の北西端に位置する。約500万-80万年前に活動していた「九頭竜火山列」（烏帽子岳、鷲ヶ岳、大日ヶ岳、銚子ヶ峰、願教寺山、経ヶ岳、取立山、大日山などの火山の東西配列）を構成する一つであり、安山岩質の溶岩からなる。山頂の3.1 km南には、国の特別天然記念物に指定されている樹齢約1,800年の石徹白大杉がある。832年（天長9年）に美濃から白山へ登拝するための美濃禅定道が開設され、その登路上にある。三つの禅定道のうち太平洋側の登拝者が美濃禅定道を利用し、古文書で「登り千人下り千人」との記載があり白山信仰が盛んだった当時賑わっていた。山頂の南南東0.5 kmには泰澄の母ゆかりの「母御石（ははごいし）」があり、現在神鳩ノ宮避難小屋がある位置には登拝者のための「神鳩の宿」と呼ばれる宿泊施設があった。山頂部はクマザサに覆われていてナナカマドなどが点在し、山腹にはブナやミズナラなどの落葉広葉樹林が多い。山頂には点名「銚子峰」の三等三角点と展望図の石柱が設置され、周辺の両白山地、北アルプス、御嶽山などを望むことができる。

## 登山

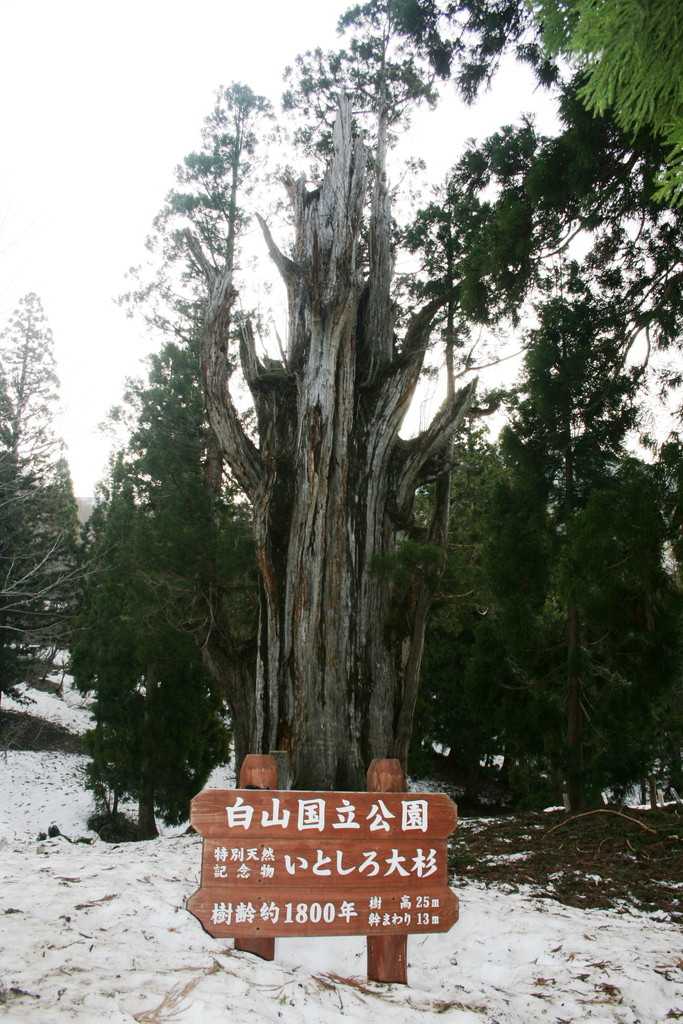
石徹白大杉

古くから美濃禅定道が白山の登拝者に利用されていた。美濃馬場の長滝白山神社を起点とし、白山中居神社と石徹白大杉を経由していた。石徹白大杉から銚子ヶ峰へ至るルートは、現在の登山道と一致している。

### 登山ルート
石徹白大杉の下の登山口からの白山に至る美濃禅定道のルートにある。この石徹白登山口からのルートは、岐阜県による「岐阜県山のグレーディング（無雪時・天候良好時）」で技術的難易度が「ランクA/(A-E)」（低い）、体力度が「3/1-10」（やや低い）とされている。登山口は郡上市により、休憩所・駐車場・トイレが整備されている。石徹白大杉と神鳩ノ宮避難小屋の間には女人禁制の白山に登ろうとした泰澄の母を神様がしかったと伝えられる「おたけり坂」があり、その坂の上部に泰澄が差した杖が根付いたと伝えられる「カムロ杉」と泰澄の母が雨宿りしたと伝えられる岩屋がある。石徹白大杉付近には「熊清水」と呼ばれる湧水がある。その登山道の経路は以下である。残雪期に野伏ヶ岳や大日ヶ岳から稜線を経て山スキーを利用して登られることもある。
- 美濃禅定道（白山南縦走路）登山口 - 石徹白大杉 - おたけり坂 - 神鳩ノ宮避難小屋 - 母御石 - 銚子ヶ峰 - 一ノ峰 - ニノ峰 - 三ノ峰避難小屋 - 三ノ峰 - 別山 - 南竜山荘 - 室堂 - 白山

### 登山道の植物
登山道の下部はタムシバ、ブナ、ミズナラなど落葉広葉樹林である。登山道ではアカモノ、オオバキスミレ、ゴゼンタチバナ、コバイケイソウ、ショウジョウバカマ、サンカヨウ、ツバメオモト、ニッコウキスゲ、ハクサンチドリなどの花が見られる。上部の稜線ではクサザサの笹原にナナカマドなどが点在する。石徹白大杉のすぐ北側の登山道には、外来植物侵入防止のための除去マットが敷かれている。2011年夏には、ボランティアの人々により神鳩の宮避難小屋周辺に侵入し生育していたオオバコなどの除去作業が行われた。
|                |            |                |            |                |
| オオバキスミレ | サンカヨウ | ニッコウキスゲ | ブナの紅葉 | ナナカマドの実 |

### 周辺の山小屋
付近には有人の山小屋及びキャンプ指定地はなく、指定地以外での野営は禁じられている。要所には以下の避難小屋が設置されていて、無人解放されている。最寄りの山小屋は三光工務店により新しく建替えられたログハウス風の神鳩ノ宮避難小屋である。小屋の近くに神鳩ノ宮の祠があり、東に70 m程下ると水場がある。豪雪地帯のため厳冬期には雪に埋もれて利用できない場合がある。
| 画像 | 名称             | 所在地                     | 標高 (m) | 銚子ヶ峰からの 方角と距離 (km) | 収容 人数 | 備考     |
| ---- | ---------------- | -------------------------- | -------- | ------------------------------ | --------- | -------- |
|      | 三ノ峰避難小屋   | 三ノ峰と越前三ノ峰との鞍部 | 2,080    | 北北西 2.9                     | 25        | 水場なし |
|      | 神鳩ノ宮避難小屋 | 神鳩ノ宮（神鳩社の跡）     | 1,560    | 南東 1.3                       | 15        |          |

## 地理

### 周辺の山

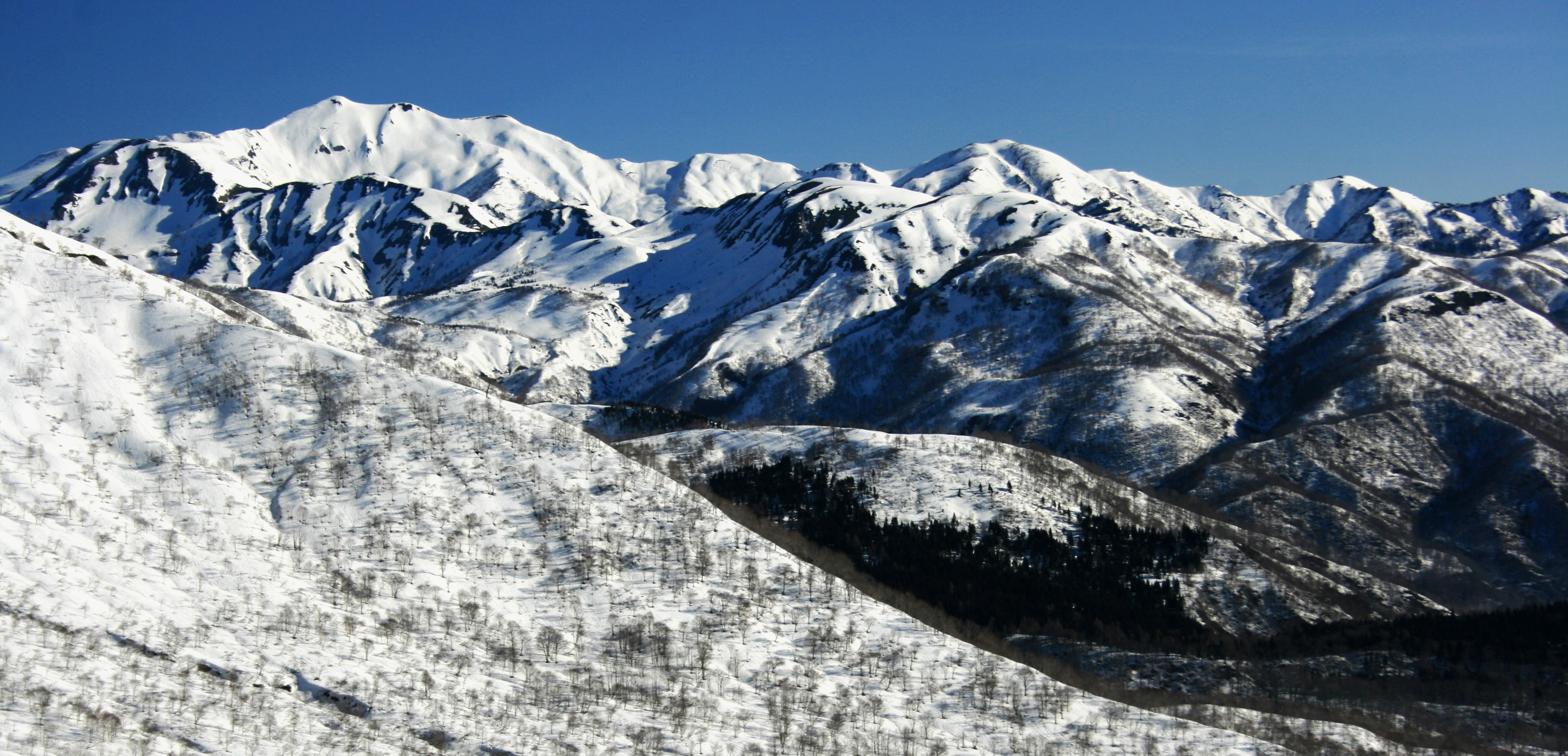
野伏ヶ岳から望む銚子ヶ峰から一ノ峰・ニノ峰・三ノ峰・別山へと延びる両白山地の主稜線

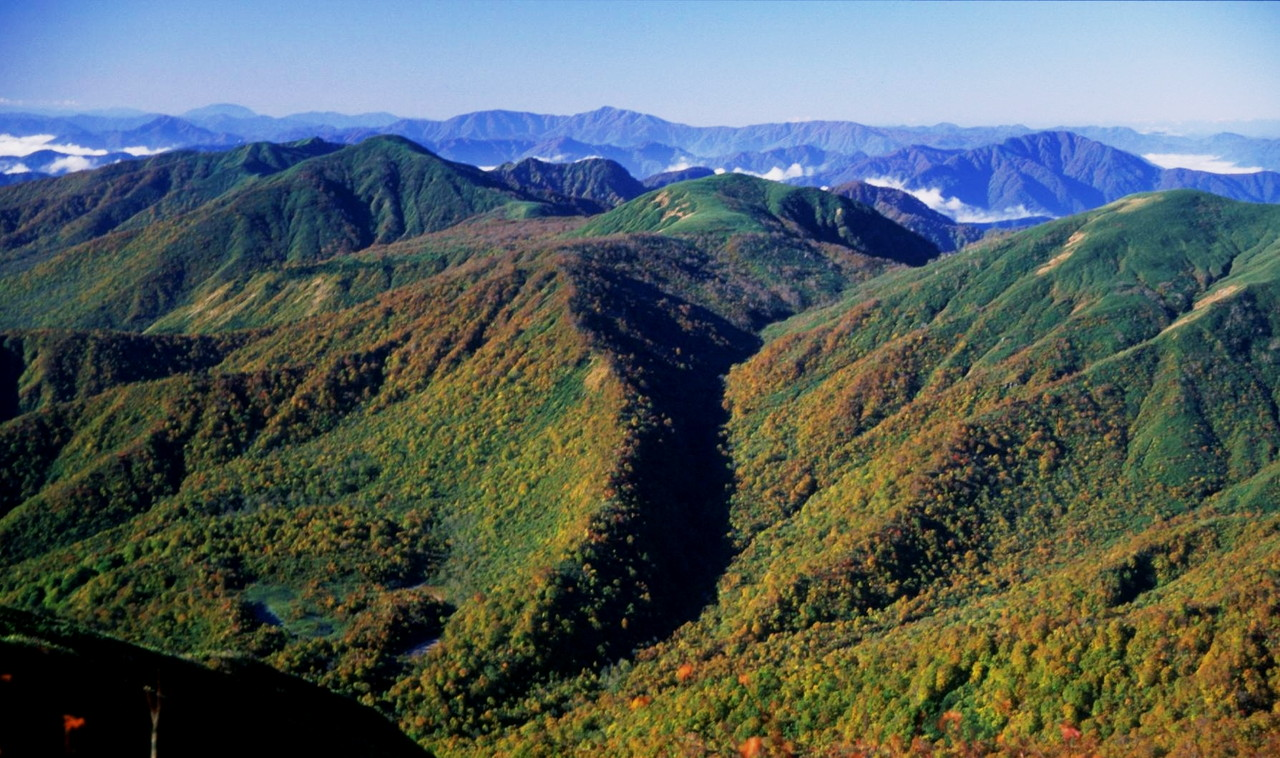
銚子ヶ峰から野伏ヶ岳へと延びる稜線、山域はブナなどの広葉樹林とクマザサなどが分布する。遠景は伊吹山、能郷白山、荒島岳など。

両白山地の主稜線の一ノ峰の南に位置し、山頂のすぐ北側が野伏ヶ岳及び大日ヶ岳へ延びる尾根の分岐点となっている。
| 山容 | 山名     | 標高 (m) | 三角点等級 基準点名 | 銚子ヶ峰からの 方角と距離 (km) | 備考           |
| ---- | -------- | -------- | ------------------- | ------------------------------ | -------------- |
|      | 三ノ峰   | 2,128    |                     | 北北西 3.2                     | 三ノ峰避難小屋 |
|      | 二ノ峰   | 1,962.3  | 三等 「二ノ峰」     | 北北西 2.1                     |                |
|      | 一ノ峰   | 1,839    |                     | 北 1.5                         |                |
|      | 銚子ヶ峰 | 1,810.40 | 三等 「銚子峰」     | 0                              | 続ぎふ百山     |
|      | 願教寺山 | 1,609.88 | 三等 「願教寺山」   | 西南西 2.4                     |                |
|      | 野伏ヶ岳 | 1,674.28 | 三等 「野伏」       | 南南西 6.2                     | 日本三百名山   |
|      | 大日ヶ岳 | 1,708.87 | 一等 「大日ケ岳」   | 南東 9.4                       | 日本二百名山   |

### 源流の河川
以下の源流となる河川は日本海へ流れる。

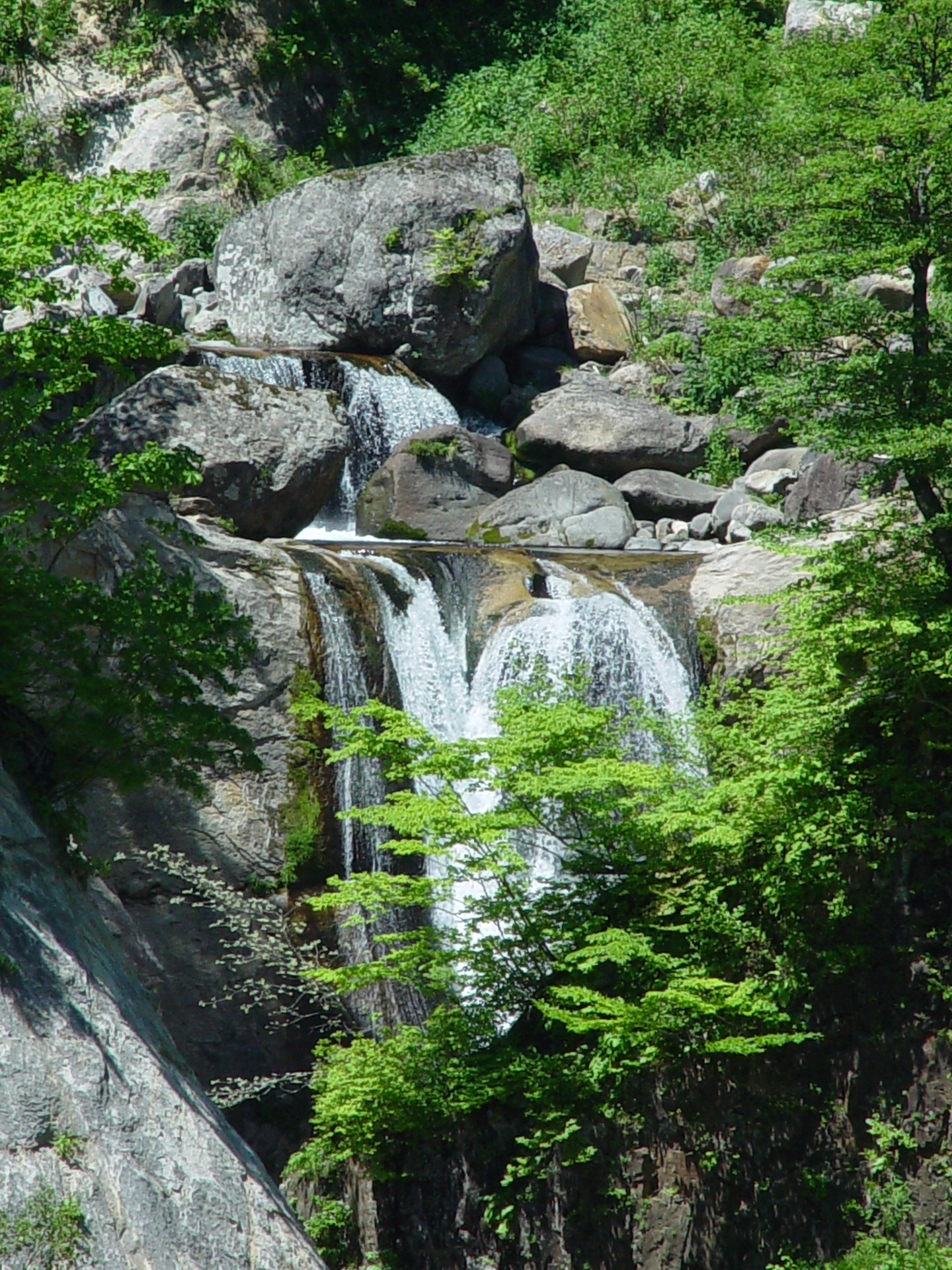
石徹白川源流部にある大滝

- 石徹白川　（九頭竜川の支流） - 山頂の南南西2.5 kmには、大滝がある[24]。山頂の南南東4.3 kmの支流である初河谷（はっこたに）には、八反滝（はったんだき・落差30 m）があり遊歩道が整備されている[25]。山頂の約600 m西の笠羽谷の源流部に湿原があり、ミズバショウなどの小群落がある。
- 別山谷の支流　（庄川水系の尾上郷川）

### 交通・アクセス
石徹白大杉下の登山口付近には公共交通機関はない。
- 長良川鉄道越美南線北濃駅の北北西15.7 kmに位置する。
- 東海北陸自動車道高鷲インターチェンジの北西17.2 kmに位置する。
- 岐阜県道314号石徹白前谷線が白山中居神社まで通じる。その北側には、石徹白川左岸に石徹白大杉下に至る林道がある。

## 銚子ヶ峰の風景と展望
山頂は見晴らしが良く、360度の展望が得られる。
|                                         |                                 |                                     |                                           |
| 麓の石徹白から望む 銚子ヶ峰、遠景は別山 | ニノ峰から望む 一ノ峰と銚子ヶ峰 | 銚子ヶ峰から望む 別山と南白山の紅葉 | 銚子ヶ峰から望む 丸山から大日ヶ岳への稜線 |